# Le Rœulx
Le Rœulx (wallonisch: El Rû) ist eine belgische Kleinstadt mit 8708 Einwohnern (Stand 1. Januar 2024) in der Provinz Hennegau. Sie liegt 45 km südlich von Brüssel an der Kreuzung der Autobahn Paris-Brüssel und der wallonischen Autobahn, verkehrsgünstig an Mons, Brüssel und Charleroi angebunden.
Die Stadt ist partnerschaftlich mit Quinsac in Frankreich und Steinenbronn in Deutschland verbunden.
Das Schloss Le Rœulx ist seit 1433 bis heute im Besitz der Prinzen von Croÿ.

## Stadtteile
Neben der Innenstadt Le Rœulx gibt es noch die Stadtteile Gottignies, Mignault, Thieu und Ville-sur-Haine. Ville-sur-Haine und Thieu liegen am Ufer des Canal du Centre.

## Wirtschaft
In Le Rœulx ist die Traditionsbrauerei St-Feuillien ansässig, die unter anderem mehrfach international prämierte Biersorten in den Handel bringt.

## Persönlichkeiten
- Ferdinand de Croÿ (1867–1958), katholischer Priester und päpstlicher Diplomat.
- Pascal Godefroit (* 1967), Paläontologe.

## Weblinks

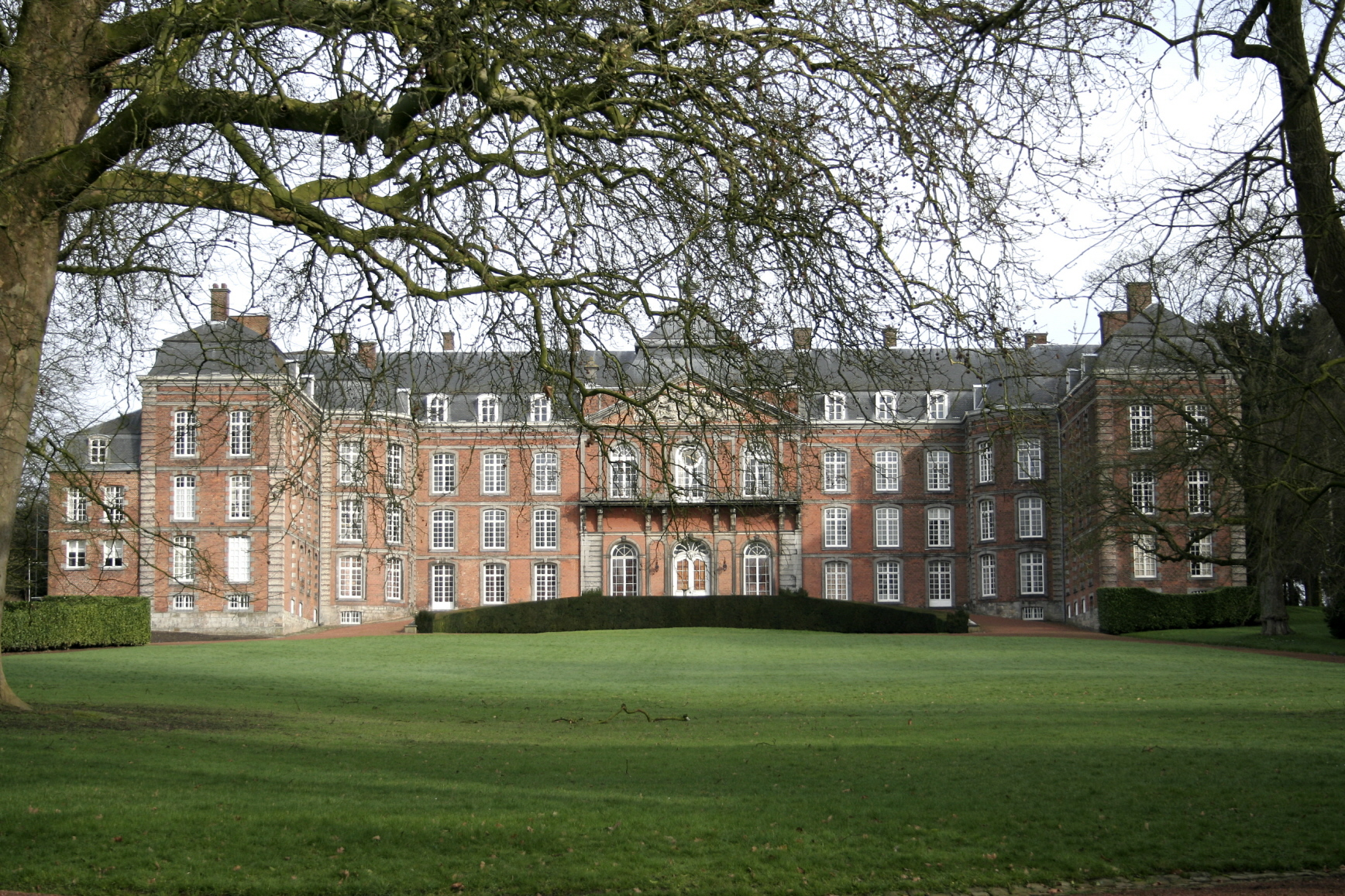
Schloss Le Rœulx